# Kazumi Tanaka
Kazumi Tanaka (田中 和実, Tanaka Kazumi) (11 de agosto de 1951 – 20 de dezembro de 2007) foi um Seiyū de Suginami, Tóquio, Japão. Ele era o irmão mais novo de Ryouichi Tanaka, e era mais conhecido pelo papel de Jheese em Dragon Ball Z e os papeis de Suiken, Kirk, e Killbison no animê Transformers. Ele também participou na dublagem japonesa de Metal Gear Solid 3: Snake Eater.
Em 20 de dezembro de 2007, Kazumi morreu de cor pulmonale aos 56 anos.